# Базылев, Иван Кириллович
Ива́н Кири́ллович Ба́зылев (1922 год — 12 мая 1943 года) — советский солдат, Герой Советского Союза (4 июня 1944 года).

## Биография
Родился в крестьянской семье. Ивану ещё не исполнилось четырёх лет, как умерла его мать.
Учился в местной сельской школе. Пас колхозное стадо.
В 1938 году вступил в ряды комсомола, был секретарем комсомольской организации колхоза.

### Участие в Великой Отечественной войне и подвиг
В армию был призван в 1941 году.
На Калининском фронте Иван Базылев стал сапером-подрывником. Был награждён орденом Красной Звезды.
В мае 1943 года в составе разведывательно-диверсионной группы старшего лейтенанта Колосова выполнял боевое задание в тылу врага. 12 мая у деревни Княжино группа была обнаружена противником и несколько часов сражалась с превосходящими силами. Погиб в этом бою.
Указом Президиума Верховного Совета СССР от 4 июня 1944 года за образцовое выполнение боевых заданий командования на фронте борьбы с немецко-фашистским захватчиками и проявленные при этом мужество и героизм гвардии красноармейцу Базылеву Ивану Кирилловичу присвоено звание Героя Советского Союза посмертно.
Похоронен на месте боя в деревне Микулино Руднянского района Смоленской области в братской могиле. Навечно зачислен в списки воинской части.

## Награды
- Медаль «Золотая Звезда» Героя Советского Союза
- Орден Ленина
- Орден Красной Звезды

## Память
- На родине установлена стела.
- На братской могиле в деревне Микулино 8 мая 1945 года открыт монумент шести героям-минерам, сооруженный представителями инженерных войск 1-го Прибалтийского фронта.